# Edward Lear
Edward Lear (Londra, 12 maggio 1812 – Sanremo, 29 gennaio 1888) è stato uno scrittore e illustratore inglese.
Scrittore nonsense (noto per i suoi limerick), spesso illustrava le sue stesse opere.

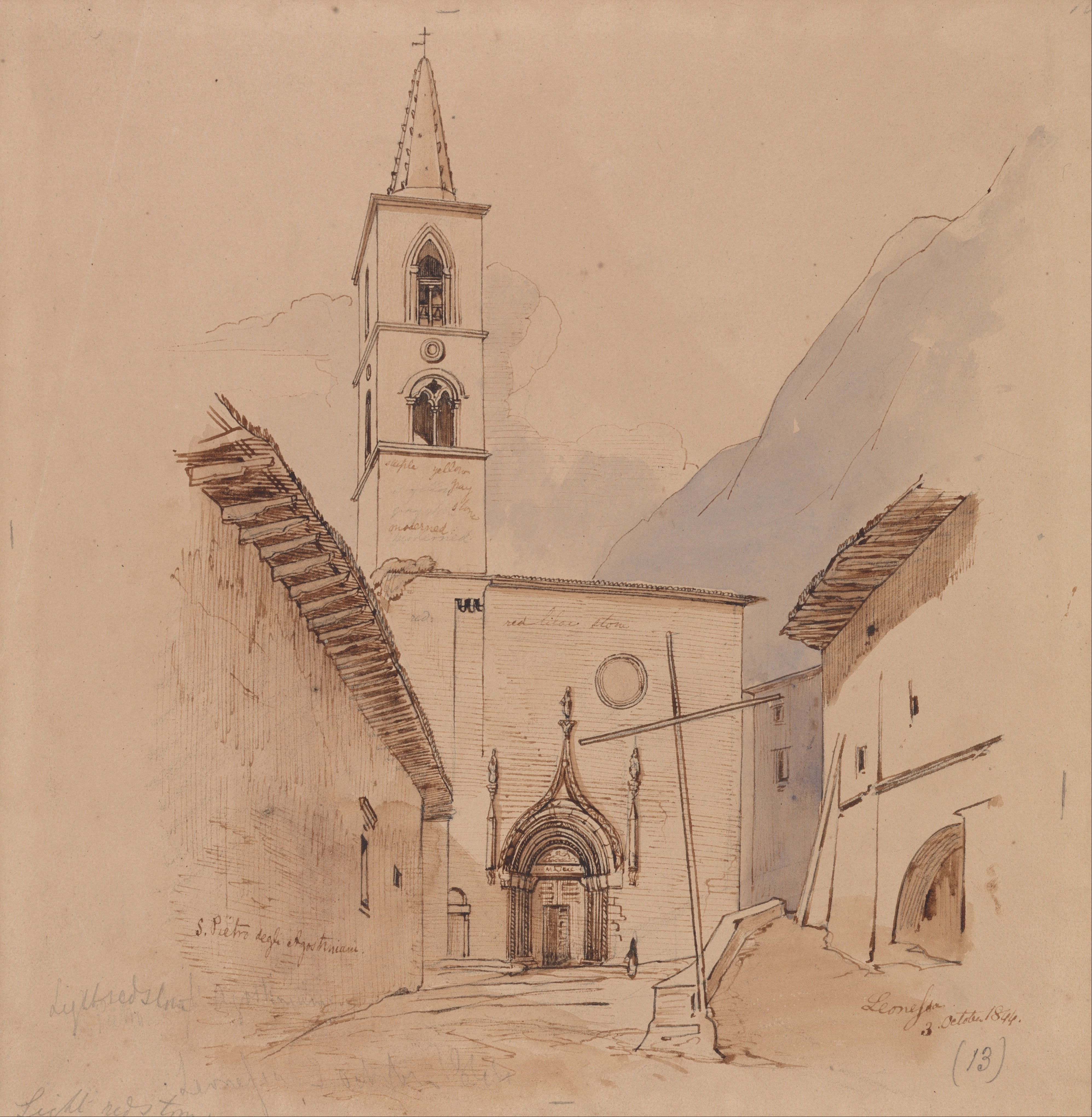
La chiesa di San Pietro a Leonessa in un disegno di Edward Lear dell'ottobre 1844.

## Biografia

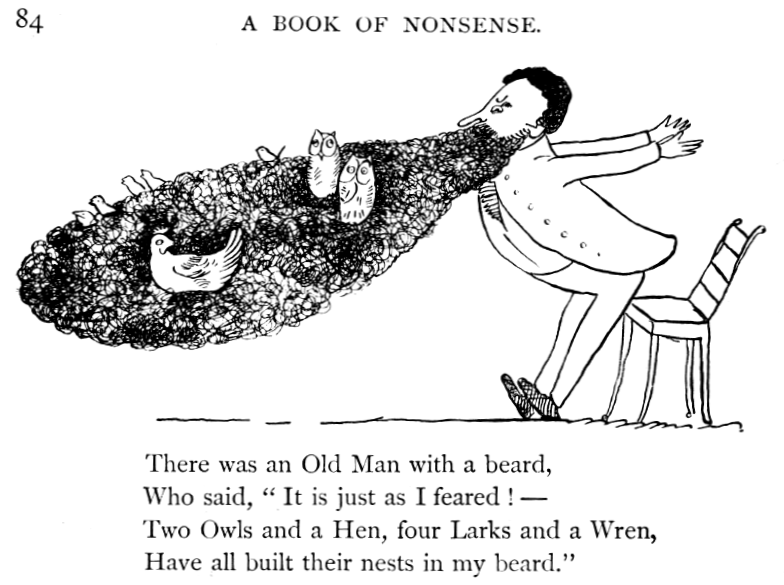
A Book of Nonsense, 1888.

Ebbe un'adolescenza difficile (venti fratelli e un padre in prigione per debiti) e la vita turbata sin dalla giovinezza dalla malattia (era epilettico ed asmatico), ma presto cominciò a fare disegni o schizzi a carattere zoologico, che gli permisero di guadagnarsi da vivere nell'adolescenza. In seguito fu ospite e dipendente del Conte di Derby (come pittore naturalista) dove scrisse i suoi limerick per divertire i figli del conte. Tra il 1830 e il 1832 pubblicò una delle più belle opere illustrate dedicate ai pappagalli: Illustrations of the family of Psittacidae, or Parrots, con 42 tavole litografate e colorate a mano da lui stesso. È di questi anni la collaborazione di Lear con l'illustre ornitologo John Gould.

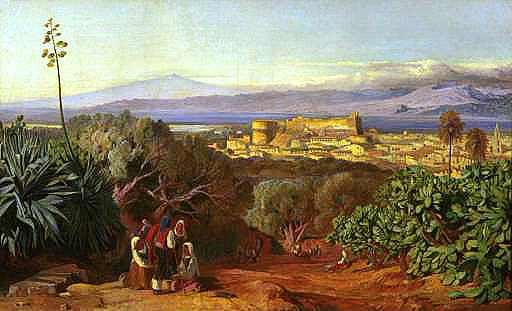
Veduta di Reggio Calabria, con lo Stretto di Messina e l'Etna (1847).

Edward Lear passerà buona parte della sua vita a viaggiare (grazie al lavoro, che gli permette di visitare luoghi più salubri), legandosi in particolar modo all'Italia: nel 1837 è a Roma, in seguito tra il 1842 e il 1846 percorre Abruzzo, Molise, la stessa campagna romana. Nel 1847 progetta di visitare l'intera Calabria, ma i moti di Reggio dell'ottobre 1847 gli permettono di vedere solo la provincia reggina (a Pentidattilo gli è stata dedicata una via). Nel 1848 visita dapprima l'Irpinia, poi il Melfese, ove la sua esperienza è raccontata nell'opera più volte ristampata Viaggio in Basilicata. Durante tutti i suoi viaggi Lear produce numerosi resoconti illustrati tra cui il Journals of a Landscape Painter in Southern Calabria, resoconto del viaggio calabrese e lucano pubblicato a Londra nel 1852.

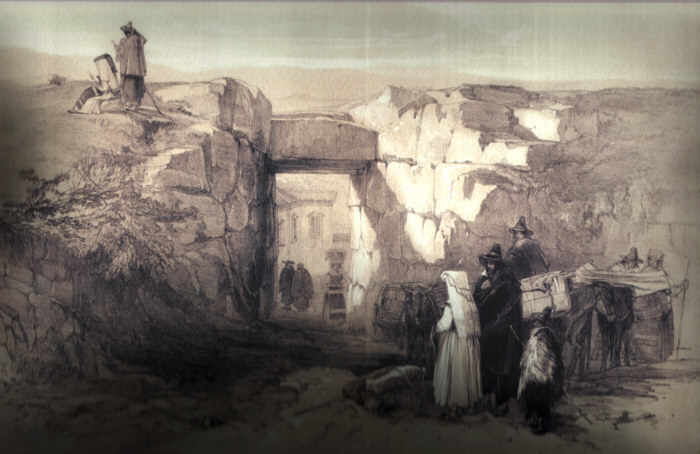
Interno di Porta Maggiore ad Alatri (1841).

Quattro anni di lavoro gli permettono di raccogliere i suoi limerick corredati di illustrazioni nel celeberrimo libro A Book of Nonsense che pubblica nel 1846 dietro lo pseudonimo di Derry Down Derry.
L'opera nonsense di Edward Lear non si esaurisce nei limerick: Lear si dilettò a scrivere di botanica o alfabeti nonsense, che riunì nel libro Nonsense Songs, Stories, Botany and Alphabets (inverno 1870 a Sanremo, la sua ultima e stabile residenza).

## I suoi viaggi
A diciannove anni inizia a viaggiare e da quel momento non si fermerà più; India, Costantinopoli, Libano, Gerusalemme, Egitto, Sinai e poi ancora Turchia, Grecia, Corsica, Paesi Bassi, Germania, Svizzera, Belgio, Lussemburgo ed infine Italia. Edward percorrerà l'Europa e la racconterà nei suoi scritti e nei suoi disegni. In lui susciterà un forte interesse l'Italia, dove sosterà per lungo tempo.
Già famoso nei paesi di lingua inglese come inventore di filastrocche humour, ma anche come ritrattista di tavole di ornitologia, la fama internazionale arriva proprio in negli anni passati come viaggiatore, lasciandoci testimonianze preziose della sua notevole curiosità e sensibilità artistica. 
L'11 settembre del 1847 Edward Lear raggiunse con un treno Nocera, insieme al suo amico John Proby, da lì con una "caratella" si spostarono verso Avellino e poi nell'entroterra del Principato Ulteriore; sommersi da difficoltà logistiche vi passarono dei giorni tra Grottaminarda, Frigento e Sant'Angelo dei Lombardi, riuscendo solo all'alba del 17 settembre, con l'ausilio di un asino prima e di una "vettura provvidenziale" poi, a raggiungere la città di Melfi, attraversando l'indifferenza umana e le locande di Bisaccia e Lacedonia. A Melfi passarono quattro giorni, apprezzando il luogo federiciano con escursioni mattutine e allegre serate nelle cene alla corte del signor Manassei, tra chitarre, canti e partite a carte. Un'abitudine di Lear e in generale dei due viaggiatori era quella di disegnare i posti visitati, per lasciare una traccia materiale del viaggio alla loro memoria. Dopo una parentesi di un giorno in Puglia, nella quale si divisero: Proby verso Canosa, Edward Lear verso Castel del Monte, tornarono in Basilicata, e dopo una breve sosta a Monte Milone arrivarono a Venosa, dove vennero ospitati da don Nicola Rapolla. Tutte le accoglienze ricevute, venivano raccomandate da Manassei. Visitarono dapprima il castello di Venosa e nello scritto Lear evidenzia l'apprezzamento per i vicoli e le suggestioni sia della città di Orazio sia del paesaggio del Vulture, ritenuto come il migliore dei territori indagati nel Regno di Napoli. In casa Rapolla si consumavano discorsi culturalmente alti, sulla letteratura inglese, addirittura nel dettaglio cita scambi di battute con donne del posto su Shakespeare e Milton. È evidente l'esplorazione capillare anche degli usi e dei costumi dei posti visitati. Abbandonata Venosa, giunsero a Rapolla, che fu visitata in fretta, per arrivare a Barile, dalla quale rimasero delusi, come anche in parte da Rionero che fu la tappa successiva, dove furono comunque ben accolti e il riferimento nello scritto riguarda l'alto tasso sviluppo commerciale e mercantile del luogo, attraverso il commercio della seta e di altri articoli di lusso. Poi giunsero a Monticchio nella viglia della festa di san Michele, il patrono. Poterono ammirare qui i boschi, i laghi e il monastero di San Michele. Dopo aver lasciato Monticchio, ed essere passati per Atella, definita da Lear pittoresca ma malinconica, arrivarono a Lagopesole per visitare il suo castello. La destinazioni successive furono Avigliano dove visitarono la Madonna del Carmine, Potenza e infine Vietri.
Il calendario segna il primo giorno di ottobre, quando i due viaggiatori fanno ritorno in Campania, presso Eboli.

### Il viaggio in Abruzzo
(Edward Lear su Celano e il lago Fucino in Appunti illustrati del viaggio in Italia)

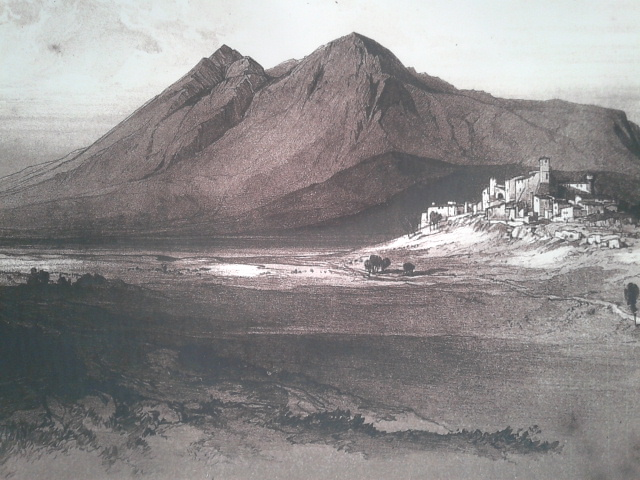
Illustrazione di Albe e del monte Velino, veduta in dettaglio (1843).

Lear visitò l'Abruzzo intorno al 1843 e occupò gran parte dei suoi Appunti del viaggio italiano elogiando la regione (al tempo Abruzzi e Molise) per il suo carattere impervio e delicato e per le tradizioni ancora radicate nella vita cittadina. Viaggiò attorno L'Aquila senza entrarvi,  passando attorno a Cittaducale (al tempo in Abruzzo), e poi presso la Valle del Liri al confine con la Marsica. Dunque entrò nel territorio marsicano (Avezzano, Albe, Celano e Trasacco), e presso l'Altopiano delle Cinquemiglia, tra Castel di Sangro, Rivisondoli ed Alfedena, di cui ricorderà l'inverno molto rigido.
Successivamente passò attraverso l'antico tratturo di Castel di Sangro, per raggiungere il Molise presso Agnone e Bagnoli del Trigno.

### In Liguria
Nella primavera del 1860 soggiornò alla Spezia, città che lo affascinò molto. Visitò poi anche nelle località del golfo spezzino e lungo la costa del Levante ligure. Il suo interesse per questi luoghi era legato a Shelley che ammirava molto.

Lear passò nuovamente da La Spezia nel luglio del 1861, mentre era in viaggio da Firenze verso l'Inghilterra.
Da questo soggiorno in Liguria trasse disegni, acquerelli e schizzi che rielaborò in opere di maggiori dimensioni al suo ritorno in Inghilterra nel 1862.

### Gli ultimi anni a Sanremo
Dopo il 1870 Lear decise di stabilirsi a Sanremo, da dove continuava a viaggiare per ritrarre paesaggi liguri.

A Sanremo risiedé dapprima a "Villa Emily" e poi in una villa progettata per lui dall'architetto Giovenale Castaldi (1831-1887) e da Lear battezzata "Villa Tennyson" in onore del grande poeta inglese. Dopo i danni causati dal terremoto del 1887 dovette intraprendere lavori di ristrutturazione a entrambe le ville, che ora non esistono più.
In seguito al declino della sua salute, Lear morì a Villa Tennyson nel 1888. È sepolto nel cimitero monumentale del quartiere Foce di Sanremo.

## Opere
- (Questo libro) non ha senso (60 limerick inediti in Italia), con illustrazioni originali dell'autore, traduzione e cura di Francesca Cosi e Alessandra Repossi, Nuova Editrice Berti, Parma 2013, ISBN 9788873645795
- Viaggio in Basilicata (1847), ed. Parallelo 38, Reggio Calabria, 1974. Ristampato da Osanna Edizioni, Venosa, 1996
- Diario di un viaggio a piedi - Reggio Calabria e la sua provincia (25 luglio - 5 settembre 1847), Laruffa editore, Reggio Calabria, 2003, ISBN 88-7221-202-2
- Limericks a cura di Ottavio Fatica, Theoria, Roma, 1994 (Premio Mondello 1994 per la traduzione)
- Limericks a cura di Ottavio Fatica, Einaudi, Torino, 2002, ISBN 9788806163488
- Diari di viaggio in Calabria e nel Regno di Napoli, a cura di Graziella Cappello, Roma, Editori Riuniti, 1992, pag. 272, ISBN 8835936578.
- Diario di un viaggio a piedi – Reggio Calabria e la sua provincia (25 luglio – 5 settembre 1847), traduzione di Ernesta De Lieto Vollaro e Albert Spencer Mills, Franco Pancallo Editore, Locri (RC), 2002.
- Illustrations of the Family of the Psittacidæ (1832)
- Tortoises, Terrapins, and Turtles by J.E. Gray
- Views in Rome and its Environs (1841)
- Gleanings from the Menagerie at Knowsley Hall (1846)
- Illustrated Excursions in Italy (1846)
- Book of Nonsense (1846)
- Journal of a Landscape Painter in Greece and Albania (1851)
- Journal of a Landscape Painter in Southern Calabria (1852)
- Book of Nonsense and More Nonsense (1862)
- Views in the Seven Ionian Isles (1863)
- Journal of a Landscape Painter in Corsica (1870)
- Nonsense Songs and Stories (1871)
- More Nonsense Songs, Pictures, etc. (1872)
- Laughable Lyrics (1877)
- Nonsense Alphabets
- Nonsense Botany (1888)
- Tennyson's Poems, illustrated by Lear (1889)
- Facsimile of a Nonsense Alphabet (1849, but not published until 1926)
- The Scroobious Pip, incompiuta, ma completata da Ogden Nash e illustrata da Nancy Ekholm Burkert (1968)
- The Quangle-Wangle's Hat (unknown)

### Altro
- Edward Lear’s Parrots by Brian Reade, Duckworth (1949), including 12 coloured plates from Lear's Psittacidae
- The 1970 Saturday morning cartoon: Tomfoolery, basato sui lavori di Lear e Lewis Carroll
- Cinque limerick tratti dal Book of Nonsense di Lear, sono stati messi in musica per coro a cappella nel 1952 da Goffredo Petrassi, sulla base della traduzione di Carlo Izzo del 1946.[10]